# Combate de Picheuta

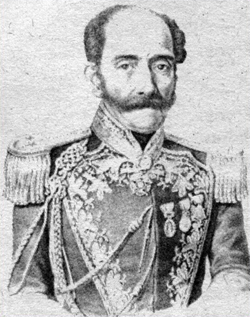
Juan Gregorio de Las Heras.

El Combate de Picheuta fue un enfrentamiento que tuvo lugar en el marco del Cruce de los Andes realizado por el Ejército de los Andes de las Provincias Unidas del Río de la Plata al mando del general José de San Martín. Tuvo lugar en la ruta sanmartiniana que pasó por el Paso de Uspallata. 

## Descripción
El combate se celebró el 24 de enero de 1817. El coronel Juan Gregorio de Las Heras se encontraba acampado en Uspallata cuando recibió un aviso de que una avanzada de un cabo, 5 soldados de línea y 8 milicianos, fue sorprendida en el Fortín Picheuta. El gobernador realista de Chile, Francisco Casimiro Marcó del Pont tenía 1000 hombres en el Valle del Aconcagua y dispuso que un destacamento de 250 hombres avanzara por el camino de Uspallata, previo pasar la cumbre, e hiciera un reconocimiento a fin de recabar noticias ciertas sobre los movimientos de las tropas sanmartinianas. La vanguardia de este grupo, compuesta por 60 hombres, era la que había sorprendido a los soldados en Picheuta. De los 14 soldados, 7 quedaron prisioneros y los otros 7 lograron huir y llevaron la noticia a Uspallata, donde estaba Las Heras. Inmediatamente envió al mayor Enrique Martínez con 110 hombres (la compañía de granaderos del Batallón 11 con 83 hombres y 30 granaderos a caballo) que alcanzaron a los realistas el día 25 en Los Potrerillos. Allí se peleó durante más de 2 horas debiendo los españoles repasar la cumbre de la cordillera y llevar la noticia a Los Andes.
Enterado San Martín de lo ocurrido en Picheuta y Potrerillos envió al mayor de ingenieros Antonio Arcos con 200 hombres a que ocupara la garganta de Achupallas y se fortificara.